# 立马关帝庙
立马关帝庙，位于北京市海淀区西顶路，是道教宫观，也是北京市海淀区文物保护单位。

## 简介
立马关帝庙位于广仁宫（西顶）以东，金源时代购物中心东北，京密引水渠西岸、蓝靛厂北路西侧，西顶路北侧，火器营路东侧。该庙始建年代已不可考，明朝嘉靖二十二年（1543年）道士李明道募化重建。清朝雍正四年（1726年），道士王本阳自行出资购买庙产，该庙由此成为私庙，后他将该庙传给徒弟黄义通等人。传到王宗岳时，王宗岳未继续收徒，又恐死后自己的亲属侵占庙产，乃将此庙移交给“众善人等”接办。
清朝光绪年间，慈禧太后的大太监刘诚印主持重修该庙，重修后自光绪七年（1881年）起成为由太监道士掌管，供出宫太监养老的道教庙宇。所有入庙太监须为道教（全真道霍山派）信徒，通过拜师入庙，无需缴纳会费，这对宫中地位低、财产少的太监吸引力很强。清朝末代太监孙耀庭便居住于此，起道名“孙善福”。
该庙起初主要靠刘诚印购置的田产、房产等维持。清朝宣统年间，因大太监崔玉贵捐献680亩香火地，立马关帝庙有了近十六顷田地，大顺庄六顷，六郎庄一顷一，北务一顷六，蓝靛厂四顷多旱田等。一亩地起初收租二斗，后上涨为三斗，一年可收到一百多石地租。另外还有十余亩菜园、数百间房产出租。此外，刘诚印创办的“德元成”酱菜也是该庙的财源。
该庙祀关羽，因山门左侧殿内塑有一匹红色的“赤兔马”，故得名“立马关帝庙”。立马关帝庙分两进院落，第一进院落有中殿，第二进院落有正殿，鼎盛时期该庙房屋共40多间。1936年北京寺庙调查，该庙“不动产房基地三亩七分余，房屋三十九间；附属房基地二十六亩七分，耕地七顷四十二亩余，房屋二十九所，共计三百四十二间半（内坍塌十一间）。”房屋用来“供神、办理学校，自住外出租。”
立马关帝庙原先有多通石碑，现均无存，仅存两通清朝光绪年间碑文的拓片。第一通是光绪六年（1880年）二月初九日立，记载了该庙的历史。第二通是光绪辛巳七月立，潘祖荫书。
中华人民共和国成立后，该庙收归国有，庙内太监全部迁居万寿兴隆寺。该庙成为蓝靛厂中学班的校舍。后又曾作为盲人五金厂职工宿舍。在2017年腾退前，立马关帝庙长期由世纪金源公司占用，部分房屋被金源时代购物中心当做保安宿舍。2001年11月，海淀区人民政府公布立马关帝庙为海淀区重点文物保护单位。2002年4月，海淀区文化委员会立海淀区重点文物保护单位牌。
2017年9月15日，北京市道教协会与世纪金源公司签订立马关帝庙腾退移交协议书，9月25日北京市道教协会派人员进驻立马关帝庙。10月10日，76户职工全部清退，北京市道教协会全面接收该庙，北京市道教协会立马关帝庙修复筹备工作组当天在该庙挂牌成立。10月11日，北京市宗教局副局长范宝、北京市海淀区人民政府副区长陈双召集北京市和海淀区相关单位来到该庙现场调研，北京市道教协会会长黄信阳，北京市宗教局落政办、北京市道教协会秘书处、北京市海淀区民宗侨办和曙光街道负责人随同参加调研。10月23日，曙光街道党工委书记冀国瑞、曙光街道办事处主任胡宏宇、办事处副主任段泽明会见北京市道教协会人员，会商该庙后期恢复原址原貌事宜。